# Power Stone
Power Stone es un videojuego de lucha publicado por Capcom en el año 1999. 
Power Stone fue inicialmente publicado en el hardware de Sega NAOMI y, posteriormente, exportado a la Dreamcast. En febrero de 2006 Capcom incluyó toda la serie a la PSP con algunas mejoras: en particular, la PSP de la versión original de Power Stone incluye los cuatro nuevos personajes introducidos en el Power Stone 2. Un programa en anime fue exhibido a fines del decenio de 1990.

## Personajes
- Edward Falcon
- Rouge
- Wang-Tang
- Ryoma
- Ayame
- Jack
- Galuda
- Gunrock
- Kraken (oculto)
- Valgas (oculto)
- Accel (oculto)
- Pete (oculto)
- Gurmond (oculto)
- Julia (oculto)
- Final Valgas (oculto)

## Modo de Juego
Consiste en seleccionar un personaje y a continuación, proceder a la batalla con los demás personajes, uno a la vez, en diversas locaciones. La lucha es tridimensional, e incluye la posibilidad de utilizar los ataques especiales, así como recoger y luchar con objetos como mesas, sillas, piedras y bombas. 
Durante la batalla, las "Power Stone",gemas parecidas a piedras de diferentes colores, aparecen en el escenario. Si un personaje acumula tres piedras de energía, se transformara en una versión más potente de sí mismo;y será capaz de utilizar uno de los dos ataques super especiales. Uno de ellos es en general un ataque masivo de poder de largo alcance, y la otra es agarre cerca o movimiento de alcance. La ejecuciòn de modo sólo dura hasta que la barra de poder está totalmente agotada, durante el cual el ataque especial puede ser ejecutado (lo que agota por completo la barra de potencia) o de otro tipo, menos movimientos especiales se pueden ejecutar (que sólo utilizan una pequeña porción de poder). Cada juego continúa hasta que la barra de la vida de uno de los dos personajes se agote.

## Power Stone 2
A continuación se creó en el año 2000 llamado Power Stone 2, que presentó el elenco original (menos los caracteres ocultos Kraken y Valgas), así como varios nuevos personajes. 
La secuela cuenta con el mismo estilo de 3-D, pero ahora lucha permite hasta cuatro jugadores para jugar simultáneamente. Hay nuevos mapas, algunos de los cuales contienen múltiples áreas y secciones en movimiento. La secuela también cuenta con un nuevo arsenal de armas, desde pistolas futuristas, mazos gigantes, magia y wands a los vehículos. Los jugadores pueden recoger estos temas en un especial "modo Aventura", ya que pueden ser comercializados en un especial "Punto Shop", o combinadas para formar nuevos elementos.

## Power Stone Collection
Un remake de los dos primeros juegos ha sido puesto a la venta para la PSP bajo el nombre de Power Stone Collectión. Esta colección contiene versiones ligeramente actualizadas de los juegos en un UMD.